# Gianni Salvioni
Gianluigi Salvioni, detto Gianni (Tropea, 6 settembre 1966), è un produttore discografico ed editore discografico italiano.

## Biografia

### Gli inizi
Figlio di una sarta calabrese e di un elettricista nativo di Como (che a inizio anni ’60 affitta i juke-box in Brianza e decide di trasferirsi al sud per installare i primi apparecchi a Tropea), fonda a Tropea (con Nicola Raffaele Di Matteo), prima Radio Spazio e poi Radio Punto Sud, piccole radio locali che diverranno poi riferimenti dell'emittenza locale nel sud Italia.
Si trasferisce a Bologna nel 1985 dove inizia a collaborare prima con Radio Sfera Regione e poi con Radio Bologna International. Qui si alterna tra regie a trasmissioni (sportive e di intrattenimento) oltre alla conduzione di programmi radiofonici che presto diventeranno tra i più ascoltati in Emilia-Romagna.
Inizia quindi la collaborazione con studi di registrazione ed agenzie di pubblicità, prestando la voce a spot pubblicitari radiofonici e televisivi.

### La Ermitage
Nel 1988 ricomincia il sodalizio con Nicola Raffaele Di Matteo, anche lui trasferitosi a Bologna e insieme fondano la casa discografica Ermitage.
Ermitage fa il suo esordio firmando un contratto di distribuzione con la Dischi Ricordi pubblicando in CD alcune registrazioni inedite del pianista Arturo Benedetti Michelangeli con le esibizioni registrate in un tour in Unione Sovietica nel periodo in cui Nicola Filiberto Di Matteo, padre di Nicola Raffaele, era il manager del grande pianista.
Dopo qualche anno nella compagine societaria subentra un socio che acquista la maggioranza della casa discografica; Salvioni e Di Matteo continuano il loro lavoro creativo e di sviluppo della società che muove i suoi passi anche nell'editoria. Fondano quindi Symphonia, Lyrica, Dance Music Magazine, Thunder: sono tutte riviste complete di CD realizzati con la collaborazione di majors quali RCA e Polygram che vengono distribuite anche in Francia e Spagna. Symphonia nasce dalla collaborazione con la Radiotelevisione della Svizzera italiana e vede ogni mese un nuovo CD con vari interpreti quali Arthur Rubinstein, Wilhelm Backhaus, Claudio Arrau sotto la guida del musicologo Piero Rattalino.
In quegli anni produce i Radiotitolati, gruppo rap funky con il quale pubblicherà 3 singoli e un album; parteciperà anche come chitarrista nel tour della band ma poco dopo abbandonerà il gruppo e la breve esperienza come produttore nella musica pop.
Nel 1990 inizia l'avventura francese e Salvioni e Di Matteo prendono l'iniziativa di gestire in proprio i propri progetti nel mercato d'oltralpe. Dissidi con il socio di maggioranza della società italiana determinano la fuoriuscita dal gruppo di entrambi che mantengono tuttavia il possesso del marchio Ermitage e di alcuni dei diritti discografici.
Iniziano anni di produzioni discografiche jazz (Steve Ellington, Slide Hampton, Ray Mantilla, Piero Odorici, Eliot Zigmund, Marco Tamburini) e continuano quelle classiche.

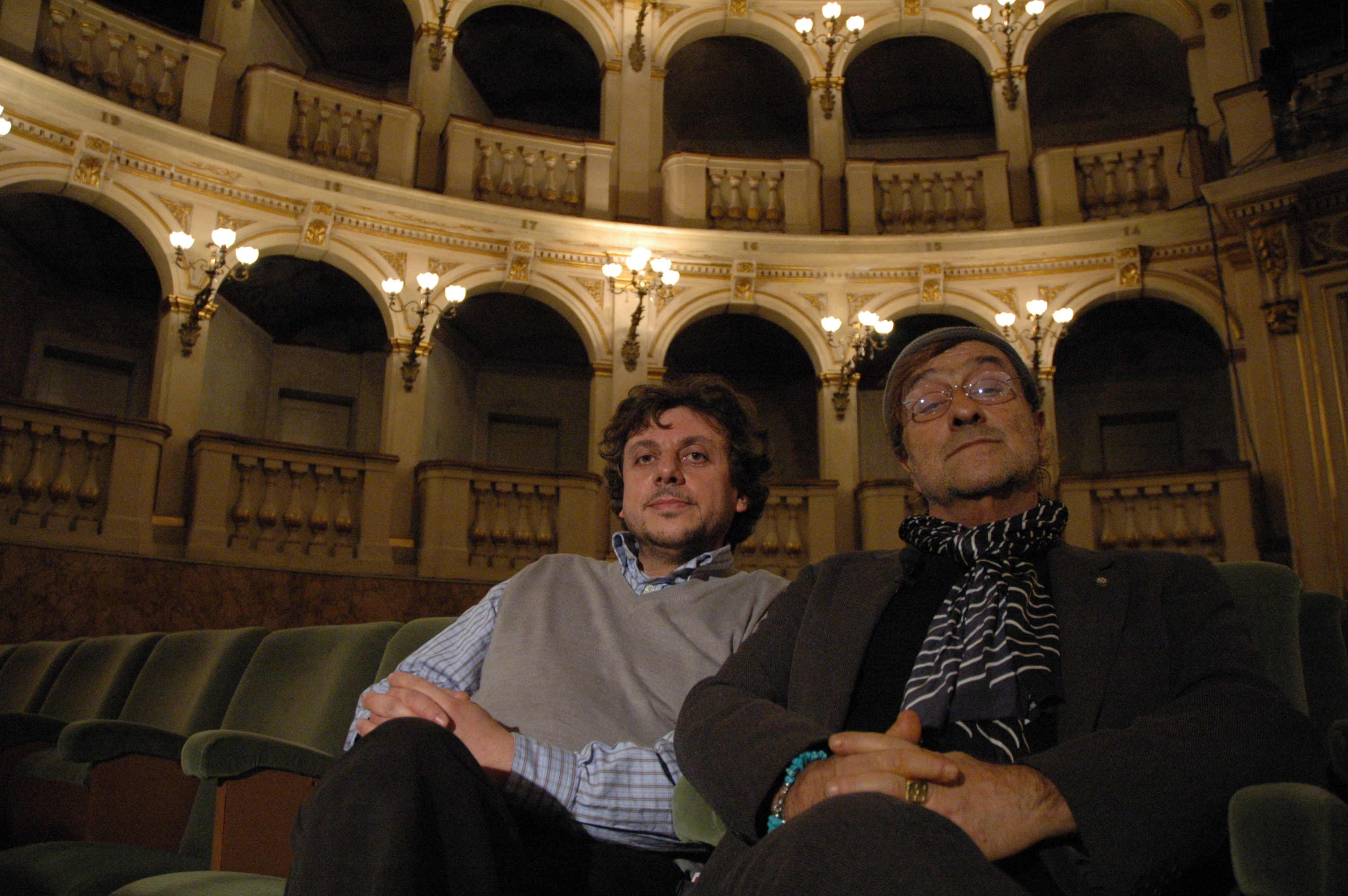
Gianni Salvioni e Lucio Dalla in una pausa da Arlecchino

Coinvolge Lucio Dalla in una produzione atta a raccogliere fondi per la Srednja muzička škola (Scuola secondaria di musica) di Sarajevo, massacrata dalla guerra; l'iniziativa, scaturita da una missione in Bosnia durante i conflitti (esperienza che lo segnerà profondamente), permetterà di riparare 5 pianoforti, 2 violini, ripristinare l'impianto di riscaldamento della scuola e dotarla di materiale didattico. Salvioni e Di Matteo si separano subito dopo e Di Matteo svilupperà il marchio per la distribuzione in edicola CDShop. L'operazione benefica a favore della scuola di Sarajevo continua con il coinvolgimento di Stefano Bollani con il quale realizza il CD "Abbassa la tua radio": una elaborazione delle canzoni a cavallo delle due guerre interpretate da interpreti quali Elio, Simona Bencini, Irene Grandi e con Enrico Rava  e Ares Tavolazzi. Il CD vede il patrocinio della Nazionale Italiana Cantanti.
La diagnosi di un tumore lo allontana dalle scene nel 2001: ritorna al lavoro in breve tempo collaborando con Solisti Veneti e Lucio Dalla.
Fonda con Piero Di Domenico Ermitage Cinema, produce il DVD dello spettacolo Pierino e il Lupo con Lucio Dalla interprete e regista; dalla collaborazione con il cantautore bolognese nasceranno anche i DVD di Arlecchino di Ferruccio Busoni, Pulcinella di Stravinskij, la Beggar's Opera di J.Gay con Peppe Servillo e Angela Baraldi e, per la SonyBMG, il DVD 12.000 lune contenente le interpretazioni di Lucio Dalla in chiave classica. 
"Dalla aveva invitato Salvioni a Urbino a vedere quella che lui chiamava la sfaccettatura classica del repertorio. Era un concerto in una sala a inviti e Dalla manteneva il più stretto riserbo anche con lui. Insistette dicendogli di dovergli fare una sorpresa: dopo il concerto, li videro seduti su un muretto a confrontarsi: cominciarono così a lavorarci immediatamente…"

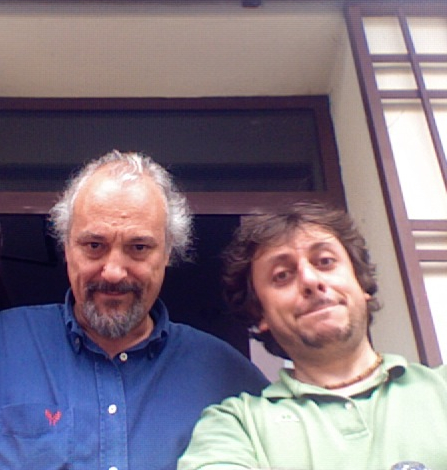
Con Eugenio Finardi all'uscita degli studi al termine dei missaggi di Suono

Nel 2007 inizia la collaborazione con Eugenio Finardi per il quale produce il DVD "Suono". Il DVD è un'esperienza di Teatro Canzone dell'artista milanese.
Nel 2008 si ritrova con Stefano Bollani con il quale riprende a collaborare producendo nel 2009 il DVD e il Blu-ray Disc "Carioca live" distribuiti in Italia da Medusa e la nuova colonna sonora di "Come vinsi la guerra" di Buster Keaton.
Dalla fine del 2009 inizia a lavorare al progetto del Gruppo L'Espresso "Sounds for silence" che vede la luce nel 2010. Si tratta di 12 film muti rimusicati da artisti di oggi tra i quali Nicola Piovani, Lorenzo Jovanotti Cherubini, gli Avion Travel, Sergio Cammariere e molti altri. Terminata la commercializzazione in edicola con La Repubblica/L'Espresso, i film passano in distribuzione nei canali tradizionali ad opera della società del gruppo Mediaset Medusa e nel 2012, per il solo canale edicola, con Il Sole 24 Ore.
Il film Sangue e Arena con Rodolfo Valentino facente parte della serie, viene presentato oltralpe al CNC, Centre National de la Cinématographie che ne riconosce il valore culturale della versione rifatta con le musiche di Marco Tamburini e Lorenzo Jovanotti Cherubini dando il proprio appoggio per la produzione e commercializzazione del titolo in Francia.
Realizza il DVD de "Il cantante al microfono", un progetto di musica classica contemporanea per voce e sestetto dove l'ensemble Sentieri selvaggi, diretto da Carlo Boccadoro, esegue le canzoni del poeta russo Vladimir Semënovič Vysockij con Eugenio Finardi. Il DVD viene pubblicato all'inizio del 2011. Nello stesso anno realizza la nuova edizione della rivista Symphonia con Piero Rattalino e subito dopo la rivista Lyrica: entrambe riprendono la pubblicazione dopo 20 anni dalla loro prima uscita con la distribuzione di PressDi Mondadori.

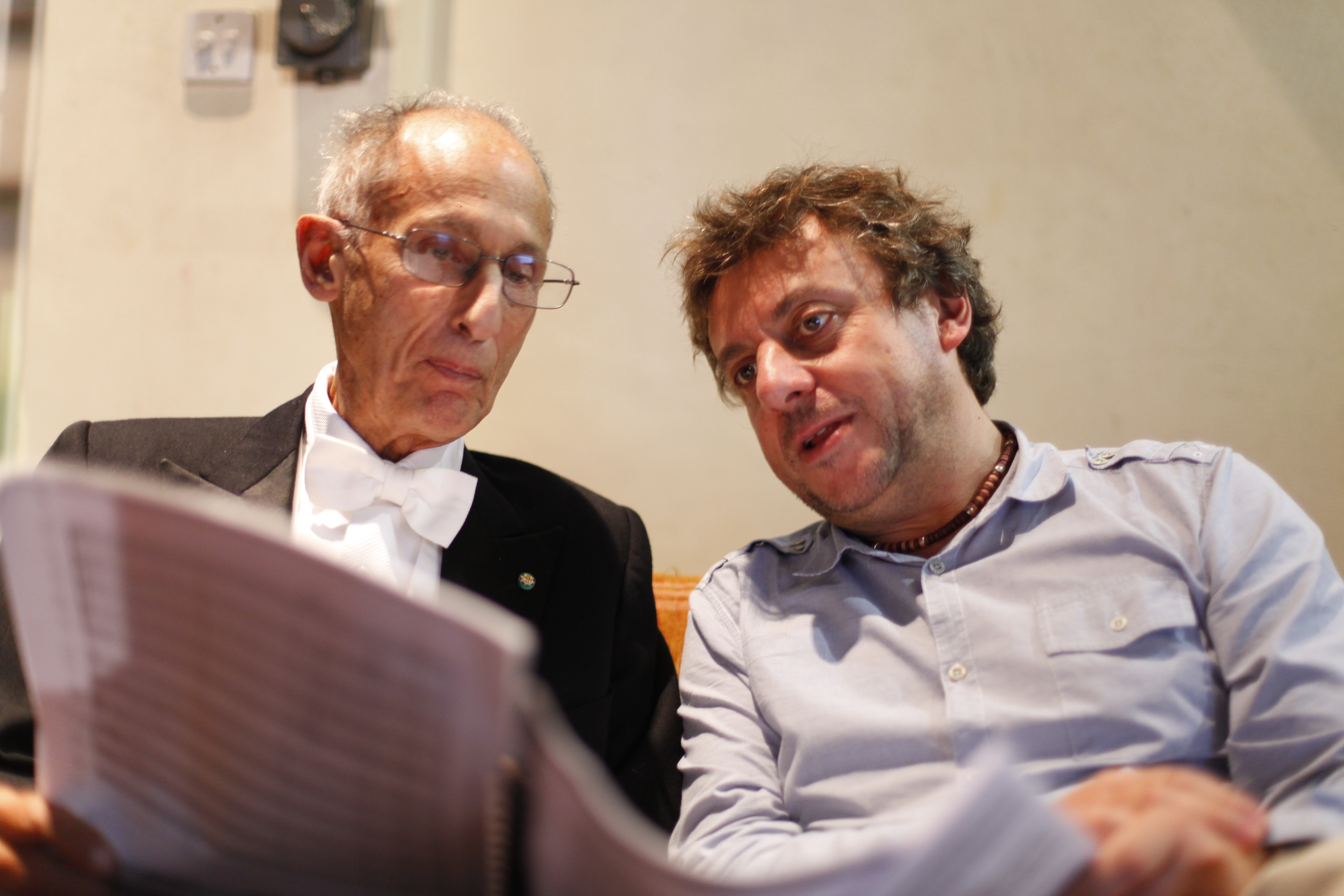
Con Claudio Scimone in una pausa dalle prove di Nairobi

Nel 2012 collabora con Salvatore Accardo producendo il suo DVD e Blu Ray; il concerto viene trasmesso da Classica (rete televisiva) sulla piattaforma Sky.
Nel 2013 produce per il Corriere della Sera la serie sui pianisti del '900. La stessa serie viene data in licenza all'editore rumeno Litera.
A Nairobi produce le registrazioni del concerto che i Solisti Veneti diretti da Claudio Scimone tengono all'Oshwal Centre Theatre per i 50 anni di indipendenza del Kenya.
Nel 2014 si occupa della riorganizzazione del catalogo Ermitage che viene ceduto in licenza al gruppo francese Disques Dom.
Nel 2015 lavora alla realizzazione di un catalogo in vinile di classica e di jazz distribuiti dal gruppo inglese Lasgo Chrysalis e produce per il Gruppo L'Espresso una serie composta da 16 CD e dedicata ad Arturo Benedetti Michelangeli, in edicola dal 12 giugno (ventesimo anniversario della morte dell'artista) al 25 settembre con La Repubblica/L'Espresso.
Nel 2016, su incarico della Disques Dom di Parigi, si occupa della riorganizzazione dell'assetto distributivo con Naxos America Inc. e presenta l'etichetta Ermitage/Symphonia al Midem di Cannes con l'obiettivo di ripubblicare, in CD e in vinile,  i dischi che hanno fatto la storia della Ermitage (casa discografica) i cui cataloghi fanno ormai parte della stessa Disques Dom. Si occupa poi del progetto di Centauria Editore "La Grande Classica" producendo i 60 CD della collana diffusa nelle edicole italiane dal 27 agosto 2016.
Nel 2017 realizza per Disques Dom la serie commercializzata in Italia da Corriere dello Sport e Tuttosport "LP Loving Presley": 12 album in vinile dedicati Elvis Presley nell'anniversario della sua scomparsa.
Nel 2018 realizza per il Gruppo Mondadori alcuni progetti discografici diffusi con Sorrisi e Canzoni TV, Panorama e altre pubblicazioni della casa editrice italiana. Realizza inoltre la serie in vinile "Bernstein at 100" per i 100 anni dalla nascita di Leonard Bernstein composta da 4 LP.
Nel 2019 realizza per il gruppo editoriale RCS una serie sulle arie d'opera distribuita con il settimanale Oggi. Realizza inoltre per la Lasgo inglese 4 LP dedicati a Billie Holiday per il sessantesimo anniversario dalla scomparsa della cantante, 4 LP dedicati a Chet Baker nel novantesimo della sua nascita e la serie "Soul Collection" in vinile per la casa editrice Hobby & Work.
Nel 2020 realizza una collezione in vinile e in CD per i 100 anni dalla nascita di Arturo Benedetti Michelangeli e la serie su Ludwig van Beethoven nei 250 anni dalla nascita del compositore per il Gruppo Mondadori: gli 8 CD vengono diffusi con i settimanali Sorrisi e Canzoni TV e Chi (rivista).
Nel 2021 realizza, sempre per il Gruppo Mondadori i CD dedicati a Louis Armstrong, Astor Piazzolla, Fred Buscaglione e si dedica allo sviluppo di Ermitage Television. Inizia a collaborare con Gianna Nannini producendo le registrazioni video dei live del tour Piano forte Tour 2021. 

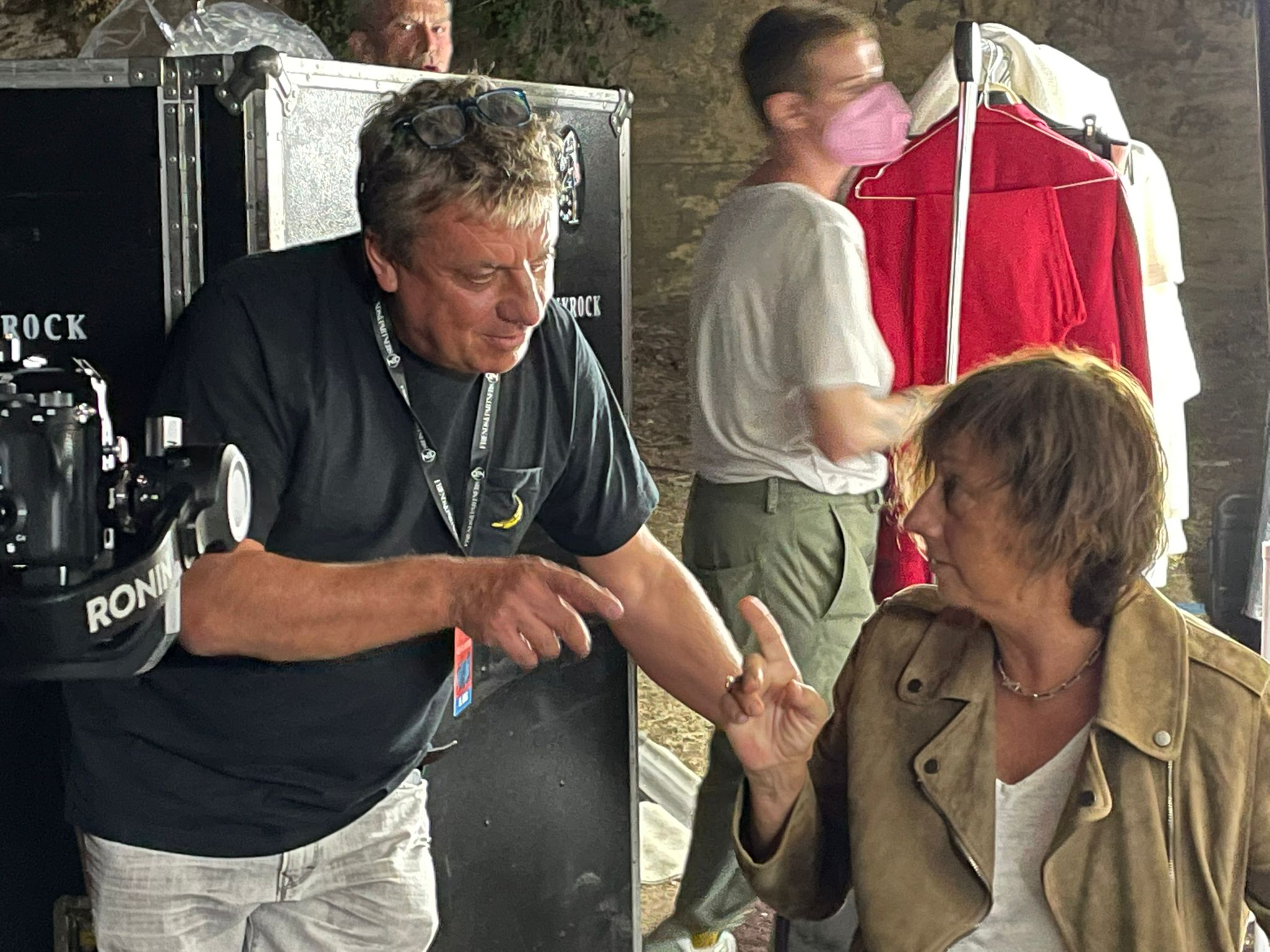
Dietro le quinte del "Piano forte Tour 2021" con Gianna Nannini

Nel 2022 lavora allo sviluppo della distribuzione digitale del catalogo Ermitage, realizza una compilation dedicata a Elvis Presley in CD distribuita con il settimanale Sorrisi e Canzoni TV all'uscita nelle sale di Elvis (film 2022) e collabora al progetto master tapes per i titoli licenziati a Hemiolia Records. Si tratta di pubblicazioni su nastro magnetico di parte dei titoli del catalogo Ermitage che vengono trasferiti da originali analogici con processo reel to reel e destinati al pubblico audiofilo.
Nel 2023 realizza una compilation dedicata a Nina Simone a 90 anni dalla sua nascita e a 20 dalla sua scomparsa e cura la pubblicazione della collana di dischi Soul Ermitage in vinile realizzando LP per la Lasgo inglese. Realizza una compilation dedicata a Maria Callas per i 100 anni dalla nascita e inizia a lavorare sul catalogo jazz Ermitage realizzando una collezione di vinili colorati distribuiti in tutto il mondo.
Nel 2024 vede la luce il progetto Yuri Ahronovitch: un cofanetto con 5 CD dedicato al grande direttore d’orchestra e alcuni progetti editoriali realizzati per il settimanale Sorrisi e Canzoni TV: tra questi il CD "O Soave Fanciulla: Puccini e le sue eroine" nel centenario della scomparsa di Giacomo Puccini.

### Le produzioni

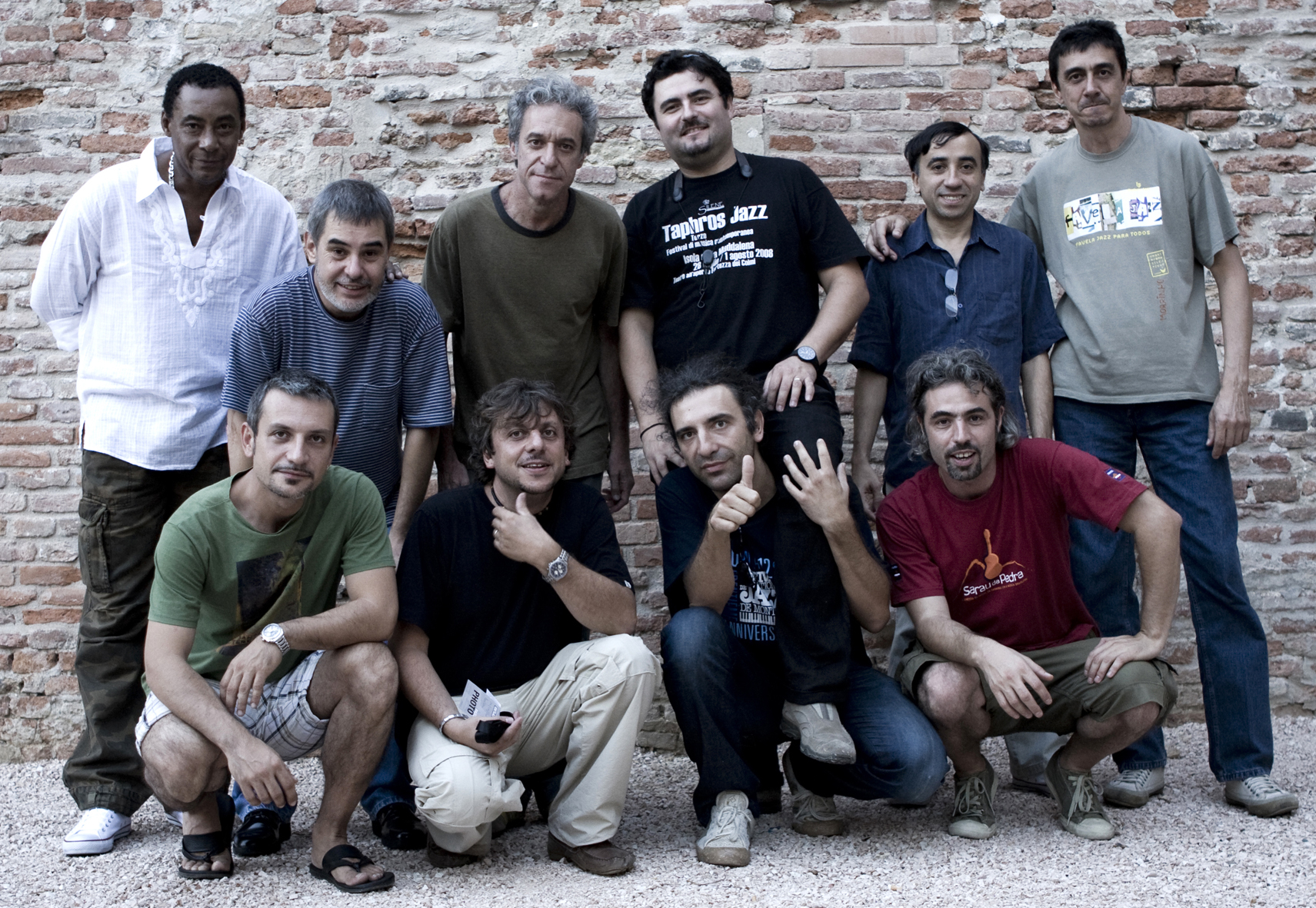
Foto di gruppo dal tour Carioca di Stefano Bollani

Dall'esordio fino agli inizi degli anni 2000, i CD prodotti vengono firmati come Gianni Salvioni e negli anni successivi come Gianluigi Salvioni. Qualcuno sostiene che questa variazione coincida con la guarigione dalla sua malattia del 2001 essendo noto il suo lato superstizioso, altri sostengono che abbia voluto utilizzare per anni il nome Gianni Salvioni per cavalcare l'onda della popolarità ottenuta come speaker e Dj negli anni 80. Rimane il fatto che Gianluigi Salvioni sia oggi un produttore con una vendita totale di oltre 3.000.000 di copie totali presente nello scenario musicale internazionale con CD e DVD di musica classica di artisti i cui nomi vanno da Arthur Rubinstein a Witold Malcuzinsky, da Salvatore Accardo a Claudio Scimone, di Jazz (con artisti quali Stefano Bollani, Marco Tamburini, Eddie Henderson, Slide Hampton) e di prodotti crossover (con Lucio Dalla, Eugenio Finardi) nonché di compilations e di progetti multimediali.

### Rue de Ravioli
Nel 2018 ha ripreso anche l'attività di speaker radiofonico presso Punto Radio con una trasmissione in diretta da Parigi dal titolo "Rue de Ravioli".

### L'Angelo Bugiardo
Nel 2019 ha debuttato come protagonista dello spettacolo teatrale "L'Angelo Bugiardo" scritto da lui e Duccio Forzano che ne ha firmato la regia. Lo spettacolo è l'evoluzione naturale del concerto/tributo "Venti di Lucio" della band svizzera "Lino & La Settima Luna" che aveva fatto tappa dal 2015 al 2017 in teatri e club in varie città europee con grande successo fino alla registrazione a Parigi di un album live presente in distribuzione digitale su tutti gli stores. Con una band completamente rinnovata e una scenografia molto spettacolare "L'Angelo Bugiardo" è stato messo in scena in anteprima nazionale al Teatro Comunale di Cagli il 1 marzo 2019 e viene portato in tournée nei teatri italiani da novembre 2019. Il tour è stato interrotto dopo le date tenute a Roma, Bari, Napoli per le limitazioni dovute al COVID-19

### Vita privata
È padre di tre figli avuti dalla ex moglie ed è legato alla regista televisiva svizzera Roberta Pedrini. Vive e lavora a Parigi.